# Pseudoclimenes
Pseudoclimenes is een geslacht van kreeftachtigen uit de klasse van de Malacostraca (hogere kreeftachtigen).

## Soort
- Pseudoclimenes holthuisi Bruce, 2008